# SR 59230A
SR 59230A je selektivni antagonist beta-3 adrenergičkog receptora. On isto tako deluje na α1 adrenoceptorima pri visokim dozama. On blokira hipertermiju proizvedenu putem MDMA u životinjskim studijama.